# Rumänische Davis-Cup-Mannschaft
Die rumänische Davis-Cup-Mannschaft ist die Tennisnationalmannschaft Rumäniens. Der Davis Cup ist der wichtigste Wettbewerb für Nationalmannschaften im Herren-Tennis, analog zum Fed Cup bei den Damen.

## Geschichte
1922 nahm Rumänien erstmals am Davis Cup teil. Insgesamt dreimal stand die Mannschaft im Finale des Cups: 1969, 1971 und 1972. In allen drei Finals unterlag man jedoch dem US-amerikanischen Team. Damit ist Rumänien neben Indien und Belgien die einzige Mannschaft mit mehr als einer Finalteilnahme, die noch nie den Titel gewinnen konnte. Der mit Abstand erfolgreichste rumänische Spieler ist Ilie Năstase, der in 52 Partien innerhalb von 18 Jahren insgesamt 109 Spiele gewinnen konnte, davon 74 im Einzel und 35 im Doppel.

## Finalteilnahmen
Die Ergebnisse der Finalteilnahmen werden aus rumänischer Sicht angegeben.
| Jahr | Finalort  | Finalgegner        | Ergebnis |
| 1969 | Cleveland | Vereinigte Staaten | 0:5      |
| 1971 | Cleveland | Vereinigte Staaten | 2:3      |
| 1972 | Bukarest  | Vereinigte Staaten | 2:3      |